# 席爾達
席爾達（穆麟德轉寫：silda，？—1706年），董鄂氏，滿洲鑲紅旗人，清朝政治人物、清朝兵部尚書。
曾任左都御史。康熙三十六年九月乙巳，接替開音布，擔任清朝兵部尚書，后改禮部尚書。由馬爾漢接任。
女兒棟鄂氏為雍正帝第三子弘時妻。